# 綿陽戰鬥
綿陽戰鬥發生於1925年2月8日，地點則是在中國四川。是北洋政府時期內戰之一，也屬於川軍內部戰爭。交戰兩方為楊森師及劉斌師兩部。